# Лёгкая атлетика на летних Олимпийских играх 2012 — эстафета 4×400 метров (мужчины)
Соревнования в эстафете 4×400 метров у мужчин на Олимпийских играх 2012 года в Лондоне прошли 9 и 10 августа 2012 года на Олимпийском стадионе.

## Рекорды
Мировой и олимпийский рекорды до начала Олимпийских игр.
| Мировой рекорд     | 2:54,29 | Эндрю Валмон Куинси Уоттс Батч Рейнольдс Майкл Джонсон    | США | 22 августа 1993 | Штутгарт, Германия |
| Олимпийский рекорд | 2:55,39 | Лашон Мерритт Энджело Тейлор Дэвид Невилл Джереми Уоринер | США | 23 августа 2008 | Пекин 2008         |

## Медалисты
| Золото                                                                         | Серебро                                                                            | Бронза                                                                                |
| Багамские Острова · Крис Браун · Деметриус Пиндер · Майкл Мэтью · Рэмон Миллер | США · Брайшон Неллум · Джошуа Мэнс · Тони Маккей · Энджело Тейлор · Мантео Митчелл | Тринидад и Тобаго · Лалонде Гордон · Джаррин Соломон · Аде Аллейн-Форте · Деон Лендор |

## Полуфиналы

### Полуфинал 1
| Место | Дорожка | Участники         | Страна                                                           | Время   | Прим. |
| ----- | ------- | ----------------- | ---------------------------------------------------------------- | ------- | ----- |
| 1     | 2       | Тринидад и Тобаго | Лалонде Гордон, Джаррин Соломон, Аде Аллейн-Форте, Деон Лендор   | 3:00:38 | Q, NR |
| 2     | 3       | Великобритания    | Найджел Левайн, Conrad Williams, Джек Грин, Мартин Руни          | 3:00:38 | Q, SB |
| 3     | 6       | Куба              | Уильям Кольясо, Raidel Acea, Noel Ruiz, Omar Cisneros            | 3:00:55 | Q     |
| 4     | 4       | Бельгия           | Нильс Дюринк, Жонатан Борле, Антуан Жийе, Кевин Борле            | 3:01:70 | q     |
| 5     | 9       | Польша            | Петр Вядерек, Марцин Марцинишин, Михал Петшак, Каспер Козловский | 3:02:86 |       |
| 6     | 8       | Германия          | Йонас Пласс, Камге Габа, Эрик Крюгер, Томас Шнайдер              | 3:03:50 |       |
|       | 5       | ЮАР               | Шон де Джагер, Офентсе Могаване, Оскар Писториус, Виллем де Беер |         | DNF   |
|       | 7       | Кения             | Бонифац Мвереса, Винсент Киилу, Бонифац Мучеру, Альфас Кишоян    |         | DSQ   |

### Полуфинал 2
| Место | Дорожка | Страна                   | Участники | Время   | Прим. |
| ----- | ------- | ------------------------ | --------- | ------- | ----- |
| 1     |         | Багамские Острова        |           | 2:58,87 | Q, SB |
| 2     |         | США                      |           | 2:58,87 | Q, SB |
| 3     |         | Россия                   |           | 3:02,01 | Q     |
| 4     |         | Венесуэла                |           | 3:02,62 | q     |
| 5     |         | Австралия                |           | 3:03,17 |       |
| 6     |         | Япония                   |           | 3:03,86 |       |
|       |         | Ямайка                   |           |         | DNF   |
|       |         | Доминиканская Республика |           |         | DSQ   |

## Финал
| Место | Дорожка | Страна            | Участники                                                       | Время   | Прим.  |
| ----- | ------- | ----------------- | --------------------------------------------------------------- | ------- | ------ |
| 1     | 6       | Багамские Острова | Крис Браун, Деметриус Пиндер, Майкл Мэтью, Рэмон Миллер         | 2:56:72 | WL, NR |
| 2     | 7       | США               | Брайшон Неллум, Джошуа Мэнс, Тони Маккей, Энджело Тейлор        | 2:57:05 | SB     |
| 3     | 4       | Тринидад и Тобаго | Лалонде Гордон, Джаррин Соломон, Аде Аллейн-Форте, Деон Лендор  | 2:59:40 | NR     |
| 4     | 5       | Великобритания    | Конрад Уильямс, Джек Грин, Дэй Грин, Мартин Руни                | 2:59:53 | SB     |
| 5     | 2       | Россия            | Максим Дылдин, Денис Алексеев, Владимир Краснов, Павел Тренихин | 3:00:09 |        |
| 6     | 8       | Бельгия           | Кевин Борле, Антуан Жийе, Жонатан Борле, Michael Bultheel       | 3:01:83 |        |
| 7     | 3       | Венесуэла         | Артуро Рамирес, Альберто Агилар, Альберт Браво, Омар Лонгарт    | 3:02:18 |        |
| 8     | 1       | ЮАР               | Shaun De Jager Willem De Beer L J Van Zyl Oscar Pistorius       | 3:03:46 | SB     |
|       | 9       | Куба              | Уильям Кольясо, Raidel Acea Noel Ruiz Omar Cisneros             | DNF     |        |